# Comuna Saii, Lîpova Dolîna
Saii (în ucraineană Саї) este o comună în raionul Lîpova Dolîna, regiunea Sumî, Ucraina, formată din satele Antonenkove, Holubî, Karpți, Mareanivka, Nesterenkî, Rudoman, Saii (reședința) și Tovste.

## Demografie
Componența lingvistică a comunei Saii
     Ucraineană (97,86%)
     Rusă (1,6%)
     Alte limbi (0,45%)
Conform recensământului din 2001, majoritatea populației comunei Saii era vorbitoare de ucraineană (97,86%), existând în minoritate și vorbitori de rusă (1,6%).